# 贝勒伊
贝勒伊（法語：Belœil，法語發音：[bɛlœj]）是比利时瓦隆大区埃諾省阿特區的一个市镇，通行法语，是比利时法语社群的一部分，人口14,244人（2024年1月1日）。

## 地名
该地名“Belœil”发音为[bɛlœj]（同“bel”加“œil”），字母“Be”发音为/bɛ/而非/bə/，《世界地名翻译大辞典》与《世界地名译名词典》将其误译作“伯勒伊”。

## 名人
- 愛蜜麗·德奎恩：女演員
- 皮埃尔·德康（英语：Pierre Descamps）：政治人物
- 爱德华·昂潘（英语：Édouard Empain）：企業家、埃及古物學家

## 友好城市
- 英国蘇格蘭梅博尔